# Venetian Tower
El Venetian Tower es un edificio ubicado en el sector de Punta Pacífica, Panamá.
Es uno de los primeros rascacielos en construirse en Punta Pacífica.

## La Forma
- Su altura es de 192 metros y tiene 47 pisos.
- El área total del rascacielos es: 33,000 m².

## Detalles Importantes
- Su uso es exclusivamente residencial.
- Su construcción comenzó en el 2004 y finalizó en el 2008.
- Los materiales que se usaron en su construcción fueron: concreto, vidrio, acero, hormigón reforzado.
- Es considerado el edificio una construcción posmodernista.

## Datos clave
- Altura: 192 m.
- Espacio total - 33,000 m².
- Condición: Construido.
- Rango: 	
  - En Panamá: 2008: 3.º lugar (superado por el Aquamare y el Ocean One).
  - En Latinoamérica: 2008: 9.º lugar
  - En Panamá: 2009: 4.º lugar